# Panomya norvegica
Panomya norvegica is een tweekleppigensoort uit de familie van de Hiatellidae. De wetenschappelijke naam van de soort is voor het eerst geldig gepubliceerd in 1793 door Spengler.